# Principati (angeli)

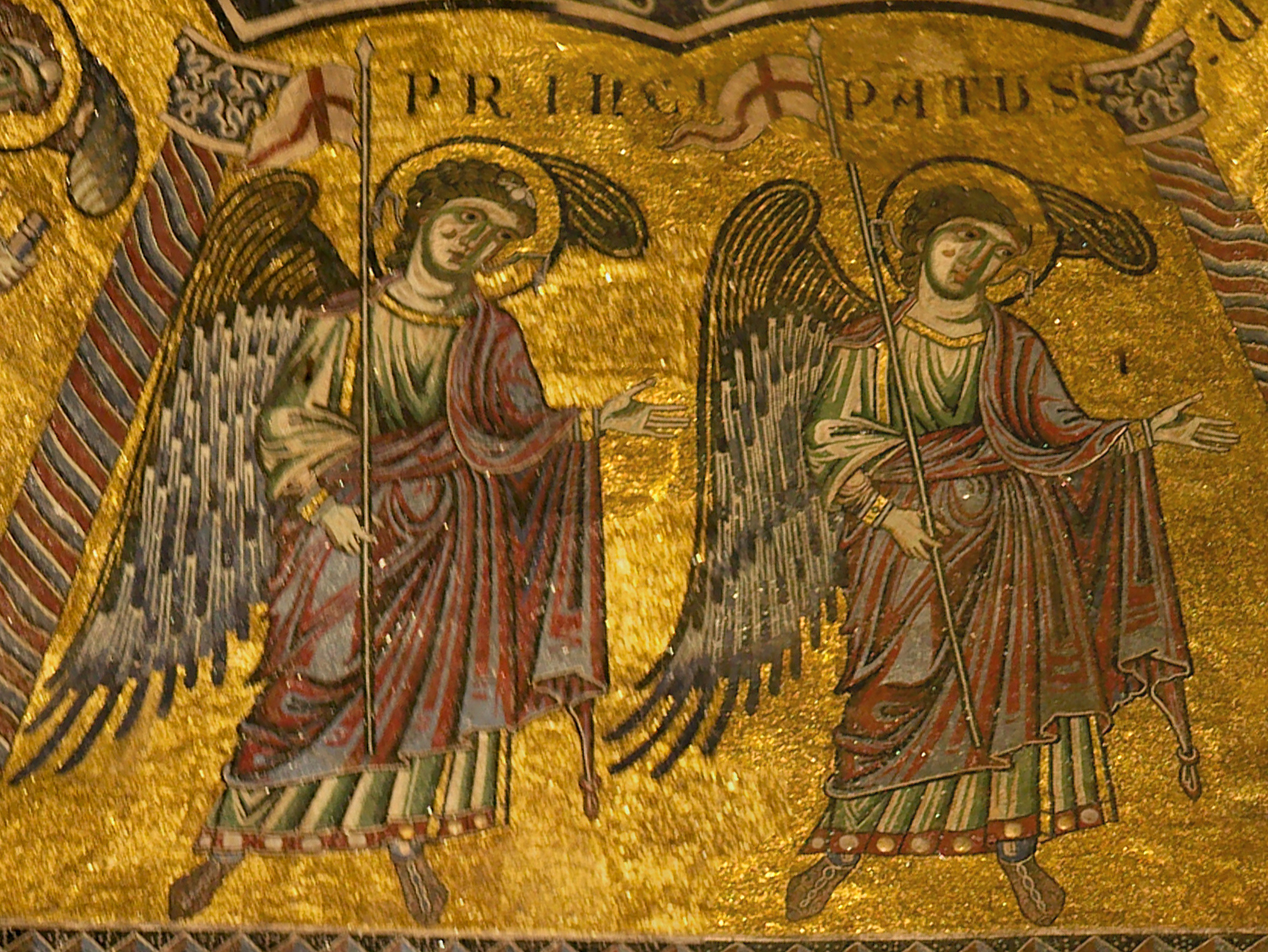
I Principati nei mosaici del battistero di Firenze

Secondo l'angelologia cristiana basata sulla classificazione di Dionigi, i Principati (in greco Archai) sono un ordine di angeli appartenente alla terza gerarchia della tradizione cristiana, che comprende sotto di loro anche la categoria degli angeli ed arcangeli. I principati sono gli angeli custodi del tempo e delle epoche storiche.

## Caratteristiche
udite il ragionar ch'è nel mio core,

ch'io nol so dire altrui, sì mi par novo.

El ciel che segue lo vostro valore,

gentili creature che voi sete,

mi tragge ne lo stato ov'io mi trovo.»
(Dante Alighieri, Convivio, trattato II, canzone prima )
Secondo le più antiche tradizioni letterarie e sapienziali, i Principati esercitano i loro influssi dall'orbita di Venere. Esseri angelici dalla forma simile a raggi di luce, si trovano oltre il gruppo degli arcangeli. Sono gli spiriti della storia e del tempo, guardiani delle nazioni e delle contee, e di tutto quello che concerne i loro problemi ed eventi, inclusa la politica, i problemi militari, il commercio e lo scambio. Uno dei loro compiti è quello di scegliere chi tra l'umanità può assumerne il ruolo di guida in un determinato periodo, o di ispirare la nascita di nuove idee o invenzioni in grado di segnare una certa epoca.
Paolo usa il termine "Principati" nelle lettere ai Colossesi e agli Efesini. Nella Divina Commedia, il cielo in cui risiedono i Principati è quello abitato dagli spiriti amanti, a cui Dante fa dire:
«Noi ci volgiam coi Principi celesti

d'un giro e d'un girare e d'una sete,

ai quali tu del mondo già dicesti:

Voi che 'ntendendo il terzo ciel movete;

e sem sì pien d'amor, che, per piacerti,

non fia men dolce un poco di quiete».

(Divina Commedia, Paradiso, VIII, 34-39)
I «Principi celesti» sono i Principati a cui Dante aveva dedicato la sua canzone del Convivio, commentando la quale aveva specificato che in essa «s'inducono a udire ciò che dire intendo certe Intelligenze, o vero per più usato modo volemo dire Angeli, le quali sono a revoluzione del cielo di Venere, sì come movitori di quello». Ogni coro di angeli, infatti, è preposto al movimento del suo rispettivo pianeta.

## Spiriti della personalità
Nella prospettiva esoterica dell'antroposofia di Rudolf Steiner, mentre gli arcangeli contribuiscono allo sviluppo umano attraverso il progresso delle nazioni, i principati, chiamati in alternativa «spiriti della personalità», fanno sì che anche ogni epoca abbia la sua parte nell'evoluzione complessiva dell'umanità, determinando il fatto che ogni nazione viva in maniera differente il proprio Rinascimento, il proprio illuminismo, e così via. Presiedendo ognuno di essi a cicli storici di circa 300 anni, impartiscono specifici ordini evolutivi agli arcangeli, loro inferiori.
L'uomo, che viveva in origine soltanto come membro di una comunità tribale, per via della loro opera è chiamato così ad acquisire sempre più consapevolezza di sé come individuo autonomo. Secondo Adam Bittleston, «i principati vivono in un luminoso entusiasmo per il destarsi dell'uomo alla libera comprensione e alla libertà d'azione». Acquisendo consapevolezza delle idee direttive della sua epoca, infatti, l'uomo si innalza al di sopra di esse, dominandole e facendole sue. Solo comprendendo la «missione» del suo tempo potrà trovarvi il posto giusto per adempierla in libertà, non lasciandosi trascinare dal progresso della civiltà, bensì appropriandosene, per vivere pienamente il destino in cui si trova collocato. Utilizzando le usanze e le norme di comportamento tipiche della sua epoca come un mezzo per esplicare la sua libera individualità, cioè come materia a cui dare una forma, l'uomo contribuisce all'evoluzione stessa dello spirito del suo tempo.